# Universidad Ashesi
La Universidad Ashesi es un centro de titularidad  y sin ánimo de lucro, dedicado a las artes liberales, que se sitúa en Ghana, en África África Occidental
Ofrece un programa de grados de cuatro años especializados en Administración Empresarial, Sistemas de Información de la Administración, Informática, IIngeniería Eléctrica e Ingeniería Electrónica, Ingeniería Informática e Ingeniería Mecánica.

## Historia
Ashesi fue fundada por Patrick Awuah, un ingeniero ganés que durante quince años vivió y trabajó enEstados Unidos. Awuah dejó Ghana en 1985 para asistir a la Swarthmore College con una beca. Al acabar comenzó a trabajar para Microsoft como ingeniero y director de programas durante ocho años. Experimentó el impacto  que la educación tiene sobre una comunidad. Tras ello, Awuah se embarcó en este nuevo proyecto en 1997 para proporcionar oportunidades educativas más grandes en Ghana. Se matriculó en Escuela Empresarial Berkeley Haas de la Universidad de California, con el objetivo de evaluar la viabilidad de su empresa y aprender habilidades directivas.
Ashesi dio la bienvenida a su primera clase de estudiantes en 2002. Desde entonces, sus programas de licenciatura se han ampliado para incluir: "Administración de Empresas, Sistemas de Información de Gestión, Ciencias de la Computación, Ingeniería Eléctrica, Ingeniería Informática e Ingeniería Mecánica". Awuah continúa trabajando como rector de la Universidad Ashesi.

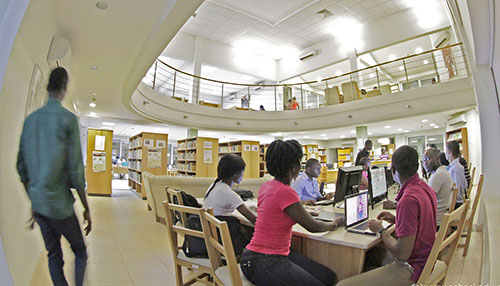
La Biblioteca & de Warren de Ruth de Todd en Ashesi

Estas palabras por Johann Wolfgang von Goethe es la inspiración detrás del nombre de la universidad, Ashesi, el cual significa "empezar" en Akan, un nativo Ghanaian lengua.

## Campus Ashesi
En un espacio mayor de 100 hectáreas en Berekuso, pasando por alto la ciudad capital de Ghana de Acra, el Campus Ashesi une el tradicional diseño ganés, con la tecnología moderna y buenas prácticas medioambientales. El campus tiene patios interconectados patios para enfatizar un sentido de comunidad.